# Organização de Auxílio Fraterno
A Organização de Auxílio Fraterno (OAF) é uma associação filantrópica localizada na cidade de Salvador, Bahia. Fundada em 1958 pela professora e advogada Dalva Mattos, a OAF objetiva acolher, educar, amparar e proteger crianças e adolescentes em situação de risco, exclusão e vulnerabilidade social. A OAF é focada em prestar serviços à sociedade, possuindo os títulos de entidade pública federal, estadual e municipal. Desde 2011, a mesma acolhe até 120 crianças atráves de acolhimento institucional, quando solicitado pelos conselhos tutelares, ou por indicação direta da 1ª Vara da Infância e Juventude.

## História
Fundada em 12 de outubro de 1958 pela professora e advogada Dr.ª Dalva de Mattos, a OAF inicialmente abrigava mães solteiras na Escola Nossa Senhora de Nazaré, no bairro da Liberdade, em Salvador. Em pouco tempo, o trabalho foi ampliado para o acolhimento dos filhos dessas mães, definindo a missão da instituição de oportunizar uma vida digna à crianças e adolescentes desamparados. A organização foi rapidamente reconhecida, recebendo os títulos de Utilidade Pública Municipal em 1962, Estadual em 1963, e Federal em 1992 — além da notória visita do então senador norte-americano Robert F. Kennedy em 1965. A OAF consolidou-se ao decorrer das décadas seguintes, estabelecendo-se como uma das principais instituições de acolhimento institucional de Salvador através de parcerias e decretos municipais e estaduais.

## Atuação
A Organização de Auxílio Fraterno (OAF) oferece serviços sociais permanentes nas áreas de psicologia, pedagogia e enfermagem, além de manter uma sala de estudos para reforço escolar dos acolhidos. Com parceiros, a OAF também promove eventos que engajam a comunidade local e arrecadam fundos para a promoção de experiências positivas à crianças acolhidas.

### Serviços Sociais Contínuos
O setor de Serviço Social da OAF é a porta de entrada para auxílios posteriores. Ele analisa as situações individuais das crianças e adolescentes através de entrevistas, análises de documentos, visitas domiciliares, atendimentos individuais e grupais, e observações com familiares. Depois, relatórios e pareceres sociais são elaborados e encaminhados internamente ou externamente, sugerindo inclusive, medidas judiciais, caso sejam necessárias.

#### Psicologia
A Psicologia Institucional da OAF trabalha em conjunto com as crianças, equipe disciplinar, e guardiões ou tutores. Estes focam na avaliação e acompanhamento do jovem e sua família, sugerindo melhorias para a reinserção da criança no lar de origem.

#### Pedagogia
O Setor Pedagógico apoia a vida escolar das crianças e adolescentes no abrigo com foco em sanar dificuldades de aprendizagens; rcorrigir as inconsistências idade-série; resgatar a identidade local, cultural e racial; e estimular relacionamentos interpessoais. Para adolescentes, a OAF prioriza a inserção profissional.

#### Sala de Estudos
A Sala de Estudos é aliada ao Setor de Pedagogia. Localizada no prédio administrativo, possui acervo de livros didáticos e paradidáticos, computadores, jogos educativos, permitindo pesquisas educacionais e profissionais dos atendidos.

#### Enfermagem
A equipe de enfermagem realiza o acompanhamento da saúde pediátrica, monitorando o desenvolvimento infantil e atuando na detecção precoce de doenças. O setor é responsável pela promoção de hábitos de higiene, e pelo controle do calendário vacinal, diferindo, mas seguindo as diretrizes do Sistema Único de Saúde (SUS).

### Eventos e Campanhas
- Em 21 de dezembro de 2022, a OAF, em parceria com o Instituto ACM (IACM) — braço social da Rede Bahia (filial estadual da TV Globo) e entidade mantida pela família do ex-prefeito de Salvador ACM Neto — promoveu programação infantil que incluiu pintura corporal, doação de 49 bonecas bordadas à mão e lanches especiais para as crianças presentes.[15]
- A missa de 1 ano do falecimento da jornalista premiada Glória Maria foi sediada na sede da OAF em Salvador, em 5 de fevereiro de 2023.[16]
- "Papai Noel de Helicóptero" foi o evento especial de natal para 65 meninos e meninas, residentes da OAF, em 2023, executado com a Polícia Militar da Bahia e seu Grupamento Aéreo (GRAER)[17]

## Parcerias
A organização mantém parceria com entidades governamentais, como a Prefeitura Municipal e a 1ª Vara da Infância e Juventude de Salvador, os conselhos tutelares municipais, bem como entidades privadas, como o Sistema FIEB, SENAI, SESC através do programa Mesa Brasil, e Copyplot. Os incentivos fiscais oriundos das parcerias permitem investimentos em projetos, eventos, campanhas de doação e divulgação, bem como pagamento de folha.

## Critérios de Acolhimento
A Organização de Auxílio Fraterno (OAF) visa uma capacidade física de atendimento para 120 crianças, mas hoje, acolhe cerca de 80 crianças e adolescentes de 0 a 18 anos incompletos, vítimas de abandono, maus tratos e negligência. O serviço de acolhimento institucional acontece exclusivamente através de encaminhamento pela 1ª Vara da Infância e Juventude ou por conselhos tutelares da cidade de Salvador.

## Prêmios
- O Diretor-Presidente da OAF, Jozias Sousa da Silva, apesar de nascido em Viçosa, Ceará, recebeu, em 29 de junho de 2023, o Título de Cidadão Soteropolitano pela Câmara Municipal de Salvador.[22]
- Em 30 de outubro de 2023, a OAF recebeu o Prêmio "O Bem Transforma" da TV Aratu, afiliada do SBT na Bahia, ao vencer na categoria "Criança" por contribuir no desenvolvimento social do estado.[23]
- Em 16 de agosto de 2024, Assembleia Legislativa da Bahia (ALBA) concedeu ao Diretor-Presidente da OAF, o Título de Cidadão Baiano — a mais alta honraria cívica da assembleia — por seu trabalho de mais de 30 anos à frente da OAF.[24]

Em comemoração ao marco de 60 anos, a OAF concedeu, em 11 de outubro de 2018, as primeiras Medalhas de Benemérito Dalva Mattos. A própria honorária fora concedida para personalidades do judiciário, política, e da sociedade civil que apoiam a instituição ao longo dos anos.